# Константинопольский собор (1484)
Константинопольский собор 1484 года — большой поместный собор Православной церкви, созванный для решения вопроса о чиноприёме принятия в Православие униатов, бывших сторонников Флорентийской унии. На соборе присутствовали все четыре греческих патриарха (Константинопольский, Антиохийский, Иерусалимский и Александрийский).

## Предыстория
Греческие иерархи во главе с императором заключили унию с католиками в 1439 году на Флорентийском Соборе. Союз был во многом политическим — император искал помощи христианского запада в защите Константинополя от турок. Греческое низшее духовенство во главе с митрополитом Марком Эфесским, впоследствии причисленного в Православии к лику святых, не приняло унию и начало противостоять её сторонникам в Константинополе и среди всего греческого населения.
После подписания Флорентийской унии, в 1443 году, 6 апреля по инициативе митрополита Кесарийского Арсения, патриархи Александрийский Филофей (1435—1459), Антиохийский Дорофей (1435—1451) и Иерусалимский Иоакима провели в Иерусалиме церковный собор, председателем был патриарх Иерусалимский Иоаким, на котором отвергли унию и отлучили всех приверженцев унии от Православной Церкви, они же подписали соборное послание к императору, в котором назвали Флорентийский собор разбойничьим, а патриарха Константинопольского Митрофана II в этом же послании назвали матереубийцей и еретиком .
После падения Константинополя в 1453 году необходимость в унии отпала, более того, руководство церкви считало, что союз с Римом ухудшает положение православных в турецкой империи. Султан по политическим соображениям запрещал унию. В 1472 году на Константинопольском соборе уния была официально аннулирована. К 1484 году встал вопрос о том, каким чином принимать униатов в Православную церковь, и с этой целью в Константинополе был созван поместный собор.

## История
Собор прошёл в церкви Богородицы Паммакаристы. Председателем собора был патриарх Константинопольский Симеон Трапезундский (Трапезундец), кроме того в его работе приняли участие остальные три патриарха Александрийский Григорий, Антиохийский Дорофей, Иерусалимский Иоаким (Иаков).
Собор объявил Флорентийский собор незаконно созванным и проведенным, и, следовательно, заключенную на нём унию недействительной. Затем встал вопрос каким чином принимать бывших греков католиков в Православие: через крещение или через миропомазание. После спора о том, делать ли различие между сохранившими восточный обряд, и теми, кто принял латинский обряд, было решено, что во всех случаях достаточно миропомазания и формального отречения от «латинской ереси» (вторым чином). Основанием для такого решения были творения, написанные митрополитом Марком Эфесским против Флорентийской унии. О католиках (латинах) он писал в своем «Окружном послание к православным христианам»:
«Напротив того, мы их отлучили от себя, потому что они замыслили недопустимое и беззаконное и ввели ни начем не основанное прибавление (Филиокве). Мы их оставили как еретиков и отделились от них. И почему так? Благочестивые постановления гласят: „Еретиками называются и подвергаются законам противу еретиков также и те, которые в малом отступают от Правоверия“. Если б Латины ни в чём не отступили от Правоверия, то мы не имели бы основания отделиться от них; если же они совершенно отступили от оного, а именно в исповедании о Святом Духе, чрез самое опасное и богохульное нововведение, то они сделались еретиками и мы отделили их от себя как еретиков. И отчего же мы помазуем миром присоединяющихся от них к нам? Разумеется от того, что они еретики.»

## Рецепция в Русской церкви
Решения Константинопольского собора 1484 года оказали влияние на практику Русской церкви. Хотя в 1620 году собор в Москве постановил, что католиков необходимо принимать в православие только через крещение (то есть первым чином), на Большом Московском соборе в 1667 году было решено установить практику приема еретиков-папежников (католиков) подобно греческой, через миропомазание; в обоснование Большой Московский собор в своих документах сослался на решение Константинопольского собора 1484 года.